# Alice Dwyer
Pour les articles homonymes, voir Dwyer.
Alice Dwyer, née Alice Deekeling en 1988 à Berlin, est une actrice allemande.

## Biographie
Née en 1988 à Berlin, Alice Dwyer est la fille de la peintre néo-zélandaise Angela Dwyer. Alice postule dans une agence de théâtre à l'âge de neuf ans, initialement contre la volonté de sa mère. Deux ans plus tard, elle joue son premier rôle principal dans Anna Wunder.
A 13 ans, elle incarne une jeune fille de 15 ans qui séduit le petit ami de son père dans Baby. Après Baby et pour éviter d’être cantonnée à des rôles de Lolita, elle refuse les rôles similaires qui lui sont proposés. Au lieu de cela, elle choisit d'incarner une jeune trafiquante de cigarettes dans Lichter, un film de Hans-Christian Schmid qui reçoit le prix FIPRESCI à la Berlinale de 2003. En 2004, elle joue, entre autres, dans le téléfilm de la ZDF Feuer in der Nacht, qui a été joué et diffusé entièrement en direct.
En 2008, elle remporte le prix de la meilleure jeune actrice au festival du film Max Ophüls Prize, à Sarrebruck, pour les films Die Tränen meiner Mutter et Höhere Gewalt.

## Filmographie

### Cinéma
- 1999 : Père inconnu (Anna Wunder)
- 2001 : Heidi : la mendiante
- 2002 : Baby : Lilli
- 2003 : Erbsen auf halb 6
- 2004 : Das Lächeln der Tiefseefische
- 2005 : Kombat Sechzehn
- 2005 : Phantome
- 2005 : Was ich von ihr weiß
- 2005 : Im Schwitzkasten
- 2005 : The sky that holds us
- 2006 : Les Européens
- 2007 : Freischwimmer
- 2007 : Höhere Gewalt
- 2007 : Die Tränen meiner Mutter
- 2008 : Torpedo (court-métrage)
- 2009 : Was Du nicht siehst
- 2010 : Une vie tranquille (Una vita tranquilla)
- 2011 : Le Souvenir de toi (Die verlorene Zeit)
- 2012 : Puppe, Icke und der Dicke
- 2012 : Trois pièces, cuisine, bains (3 Zimmer/Küche/Bad)
- 2012 : Ins Blaue
- 2013 : Heute bin ich blond

### Télévision
- 2001 : Nur mein Sohn war Zeuge
- 2002 : That '70s Show
- 2003 : Jagd auf den Flammenmann
- 2003 : Geschlecht weiblich
- 2004 : Feuer in der Nacht
- 2006 : Stolberg : Du bist nicht allein
- 2006 : Tatort : Gebrochene Herzen
- 2006 : Grenzgänger : Teneriffa
- 2007 : Tatort : Ruhe sanft
- 2007 : Meine böse Freundin
- 2007 : Krimi.de : Bunte Bonbons
- 2007 : Giganten : Freud – Aufbruch in die Seele
- 2007 : Le Diable dans le ventre (Teufelsbraten)
- 2008 : Lutter : Blutsbande
- 2008 : Das Schuhwerk von Soldaten
- 2008 : Tatort : Auf der Sonnenseite
- 2008 : Kommissarin Lucas : Der schwarze Mann
- 2009 : Der Dicke : Spiel mit dem Feuer
- 2009 : Bloch (de) : Tod eines Freundes
- 2009 : Stolberg – Requiem
- 2010 : Wie Matrosen
- 2010 : Der Kriminalist : Der Schatten
- 2010 : Die Zeit der Kraniche
- 2010 : Die Kinder von Blankenese
- 2011 : Le Renard – Der Tod und das Mädchen
- 2011 : Marie Brand und der Moment des Todes
- 2011 : Un cas pour deux (Ein Fall für zwei) – Plagiat (saison 31, épisode 2): Lisa Schmidt
- 2012 : Dresde 1-2-3 : Un pont, une ville, un fleuve (Dresden 1-2-3: Brücke Stadt Fluss)
- 2012 : Herbstkind
- 2013 : Im Alleingang – Elemente des Zweifels
- 2013 : Polizeiruf 110 – Zwischen den Welten
- 2014 : Le Bébé et le Clochard (Glückskind)
- 2015 : Starfighter : Helga Waldek
- 2016 : Commissaire Marthaler : Un adversaire inattendu (Kommissar Marthaler : Die Sterntaler-Verschwörung)
- 2021 : Black Island (Schwarze Insel) de Miguel Alexandre : Helena Jung